# 焔のカーブ
『焔のカーブ』は、1965年6月に発売された、ジャニーズの3枚目のシングルである。

## 概要
ジャニーズが出演した1965年の日生劇場のミュージカル「焔のカーブ」（演出・脚本：石原慎太郎）の主題歌。2022年3月時点未CD化。

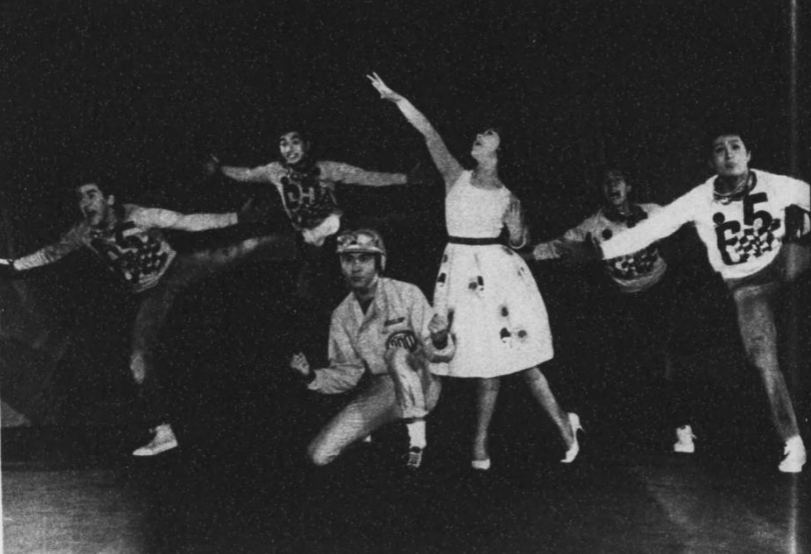
「焔のカーブ」な舞台稽古の様子
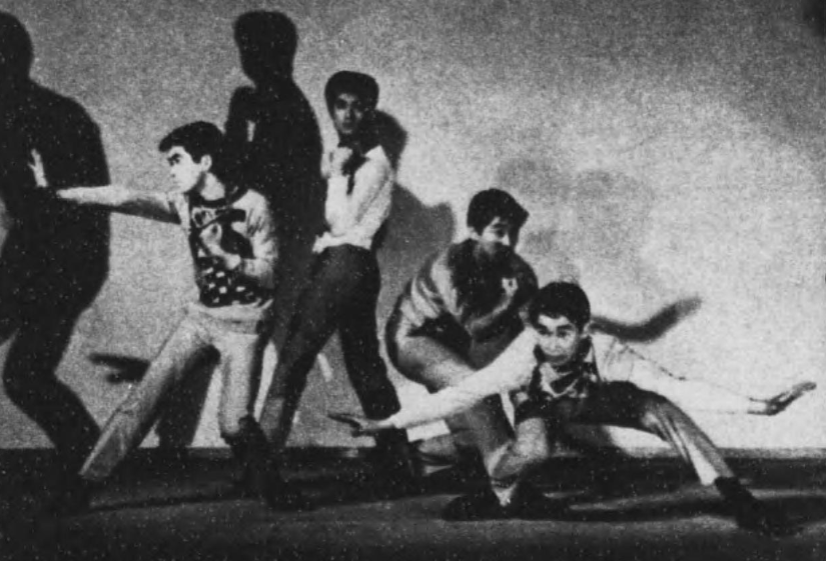

## 収録曲
演奏：ザ・スパイダース。
1. 焔のカーブ [2:32]
  - 作詞：石原慎太郎/作曲・編曲：三保敬太郎
2. ぼくらのでっかい袋 [2:51]
  - 作詞：生田圭/作曲・編曲：三保敬太郎